# 亜鉛
亜鉛（あえん、英: zinc、羅: zincum）は、原子番号30の金属元素。元素記号は Zn。亜鉛族元素の一つ。安定な結晶構造は、六方最密充填構造 (HCP) の金属。必須ミネラル（無機質）16種の一つ。

## 名称
鉛製造工業の副産物として得られていた亜鉛の表面は平滑ではなく、櫛の歯 (Zinken) のような筋状になっていたので、Zinkと呼ばれるようになった。
日本では真鍮を意味する鍮石という言葉は天平年間から記録があり、文禄年間には真鍮という名称に変化している。その当時すなわち16世紀終わり頃、亜鉛は中国名で倭鉛(「入火即成煙飛去。以其似鉛而性猛，故名之曰“倭”云 」『天工開物』)と呼ばれ、ポルトガルではツタンナガ (Tutanaga) といったが、これを日本ではトタン（吐丹）と呼んだ。
亜鉛という言葉は1713年（正徳3年）に『和漢三才図会』に記録されたのが最初であるとされる。

## 性質

### 物理的性質
亜鉛は光沢を有し、反磁性を示す青味を帯びた銀白色の金属である。融点は419.5 °C、沸点は907 °Cと金属としては比較的低い。比重は鉄よりも小さく7.14。常温では脆いが、約100 〜150 °Cの範囲のみで展性、延性に富むようになる。210 °Cを超えると、再び脆性を示すようになる。亜鉛は良好な電気伝導体である。
単体金属の格子定数はa = 265.9 pm、c = 493.7 pm (25 °C) で、理想的な六方最密充填構造よりもやや c 軸方向に伸びている。c 軸方向の熱膨張率は a 軸方向の約3.5倍と異方性が強く現れ、線膨張率は a 軸方向（c 軸と垂直）は1.50×10−5 K−1、c 軸方向では5.30×10−5 K−1である。亜鉛を曲げると双晶変化によるスズ鳴きが起こる。
亜鉛を含む合金は多く、銅との合金である真鍮がよく知られている。その他の亜鉛と二元合金を形成する金属としては、アルミニウム、アンチモン、ビスマス、金、鉄、鉛、水銀、銀、スズ、マグネシウム、コバルト、ニッケル、テルル、ナトリウムが知られている。亜鉛とジルコニウムは共に強磁性ではないが、その合金ZrZn2は35 K以下の温度で強磁性を示す。

### 化学的性質
亜鉛は周期表の第12族元素に属し、[Ar]3d104s2の電子配置を取る。単体亜鉛は中程度の反応性を持つ金属であり、強還元剤として働く。純粋な金属の表面は湿った空気中で錆びて変色しやすく、最終的には空気中の二酸化炭素との反応によって塩基性炭酸亜鉛からなる灰白色の不動態皮膜が形成される。
亜鉛は空気中で燃焼して明るい青緑色の炎色を発しながら酸化亜鉛のフュームとなる。
{\displaystyle {\ce {2 Zn + O2 -> 2ZnO}}}
亜鉛は酸および塩基と容易に反応し、極めて純度の高い亜鉛では室温において酸とのみ徐々に反応する。塩酸や硫酸のような強酸は不動態皮膜を除去することができるため、不動態が除去された金属表面と継続的に反応して水素を発生させる。希硝酸に溶解させた場合は濃度により、亜酸化窒素、窒素、ヒドロキシルアミンあるいはアンモニウムイオンを生成する。
{\displaystyle {\ce {Zn + 2 H^+(aq) -> Zn^{2+}(aq) + H2}}}
{\displaystyle {\ce {Zn + 2OH^{-}(aq) + 2H2O ->w [Zn(OH)4]^{2-}(aq) + H2}}}
{\displaystyle {\ce {4 Zn + 10 H^+(aq) + NO3^-(aq) -> 4Zn^{2+}(aq) + NH4^+(aq) + 3H2O}}}
亜鉛の化学は2価の酸化状態が支配的である。2価の酸化状態にあるとき、亜鉛の電子殻は最外殻の4s軌道の電子が失われた状態となり[Ar]3d10の電子配置となる。水溶液中においては主に6配位錯体の[Zn(H2O)6]2+の形をとる。亜鉛と塩化亜鉛の混合物を285度以上で揮発させることで、+1価の酸化状態の亜鉛化合物であるZn2Cl2が形成される。+1価および+2価以外の酸化状態を取る亜鉛化合物の存在は知られておらず、計算化学による解析からは4価の亜鉛化合物は存在し得ないだろうことが示されている。
亜鉛の化学的性質は錯形成能などの面においては銅やニッケルのような第4周期後半の遷移金属元素に類似しているが、d軌道が満たされている電子配置に起因してその化合物は反磁性を示し、またその多くは無色である。亜鉛とマグネシウムのイオン半径はほぼ同じであるため、同種の陰イオンと形成する塩同士では同じ結晶構造を取り、その他のイオン半径に支配される性質においても多くの場合はマグネシウムのそれと同等である。亜鉛は共有結合性の強い結合を形成し、また窒素や硫黄をドナー原子としてより安定な錯体を形成する傾向がある。亜鉛の錯体は主に4配位もしくは6配位を取るが、5配位の錯体も知られている。
ハロゲンとは室温において乾燥状態では反応しにくいが、水分の存在下で室温でも激しく反応し、硫黄とは高温で硫化物をつくる。一方、水素、炭素および窒素とは高温でも直接は反応しない。

## 天然における存在
亜鉛の地殻中の存在比はおよそ75から80 ppmと推定されており、その存在比は全元素中24番目である。土壌濃度は5-770 ppm、平均で65 ppmである。海水中にはわずかに30 ppb、大気中には0.1-4 μg/m3が含まれる。
亜鉛は通常、銅や鉛などの鉱石中でベースメタルに伴って産出する。亜鉛は親銅元素であり、酸化物よりもむしろ硫化物を形成しやすい性質を有している。このような親銅元素鉱石は、初期の地球大気の還元雰囲気下でマグマオーシャンが凝固し地殻となった際に形成されたものと考えられている。硫化亜鉛からなる閃亜鉛鉱は60-62 %と高濃度に亜鉛を含むため、最も多く採掘されている亜鉛鉱物である。他の亜鉛源となる鉱物としては菱亜鉛鉱、異極鉱、ウルツ鉱、水亜鉛土などがある。これらの鉱物はウルツ鉱を除き全て、元の硫化亜鉛鉱物の風化によって二次的に形成された鉱物である。
全世界の亜鉛の資源量はおよそ19-28億トンと見られている。大規模な鉱床はオーストラリア、カナダおよびアメリカにあり、埋蔵量が最も多いのはイランである。亜鉛の可採埋蔵量は、アメリカ地質調査所による2015年における推定において亜鉛純分としておよそ2億3000万トンと見積もられている。有史以来2002年までの間におよそ3億4600万トンの亜鉛が採掘され、うち1億900万トンから3億500万トンの亜鉛が今も使用されていると学者によって推定されている。
亜鉛の沸点が同族のカドミウム、水銀と同様に低いため、酸化亜鉛を木炭などで還元して金属を得ようとしても昇華してしまい煙突の先端で空気中の酸素と反応し酸化物に戻る。この場合、鉱石を還元して生成した蒸気を空気を遮断して冷却しなければ単体は得られない。

## 歴史
亜鉛は少なくとも紀元前4000年から銅との合金である黄銅（真鍮）として用いられて来た。古代ギリシア人はキプロス産の亜鉛化合物について記述している。ローマ征服前のダキア人（現在のルーマニア）は紀元前から金属亜鉛精錬技術に通じていた。ダキア以前に金属亜鉛を得た民族は見つかっておらず、ダキア以外のヨーロッパで金属亜鉛を精錬するようになったのは産業革命が始まってからである。
インドでもダキア人とは独立に亜鉛精錬技術を発見し、12世紀にはウールを還元剤として金属亜鉛を得ていた。12世紀から16世紀までに100万トン以上の亜鉛を製造したと考えられている。インドの技術はやがて中国に渡り、16世紀には中国でも亜鉛生産が始まっている。
ヨーロッパ人として金属亜鉛に初めて接したのはポルトガル人だった。ポルトガル人は亜鉛の重要性に気づいておらず、ポルトガル商船を拿捕したオランダ人によって西欧に金属亜鉛が持ち込まれた。1509年にニュルンベルクのエベナーが初めて欧州での金属亜鉛の生産をはじめた。1620年にはヨーロッパで東洋起源の金属亜鉛の販売が始まった。1737年に、中国から亜鉛精錬技術がイギリスに伝わる。1743年、ヨーロッパ初の亜鉛工場が港湾都市ブリストルに建設された。年間生産量は200トンである。同年スウェーデン人のアントン・フォン・シュワープが炭酸亜鉛から亜鉛を蒸留分離することに成功、硫化亜鉛からも抽出できた。これはイギリス人の製法とは独立である。1746年、ドイツ人アンドレアス・マルクグラーフは他の2国とは独立に金属亜鉛を得る。コークスと酸化亜鉛を加熱する際、空気を断つことが成功につながった。結局、マルクグラーフの手法が金属亜鉛の大規模生産へとつながっていく。このため、マルクグラーフこそが亜鉛の発見者であると位置づけられることがある。1798年に水平レトルト精錬法という、耐火性容器に石炭と亜鉛鉱石を入れて加熱し、亜鉛を蒸留精錬する方法による精錬工場が建設された。
従来、日本では真鍮は江戸時代になって普及したと考えられていた。しかし、12世紀の平安時代、鳥羽上皇の皇后、美福門院が高野山に奉納した「紺紙金字一切経」に、真鍮が大量に使われていることが判明し、すでにこの時代には日本でも真鍮が使われていたようである。
1850年代には米国のヒルツが亜鉛生産を開始した。1881年にフランスのルトランジュが電解法を発明した。
日本国内における金属亜鉛の製錬は1889年（明治22年）に黒鉱の処理から開始された。蒸留亜鉛が商業ベースで生産され、電気亜鉛の生産が神岡鉱山で開始されたのは共に1910年（明治43年）頃である。1910年代になると世界各地で亜鉛の電解精錬がはじまった。

## 製錬

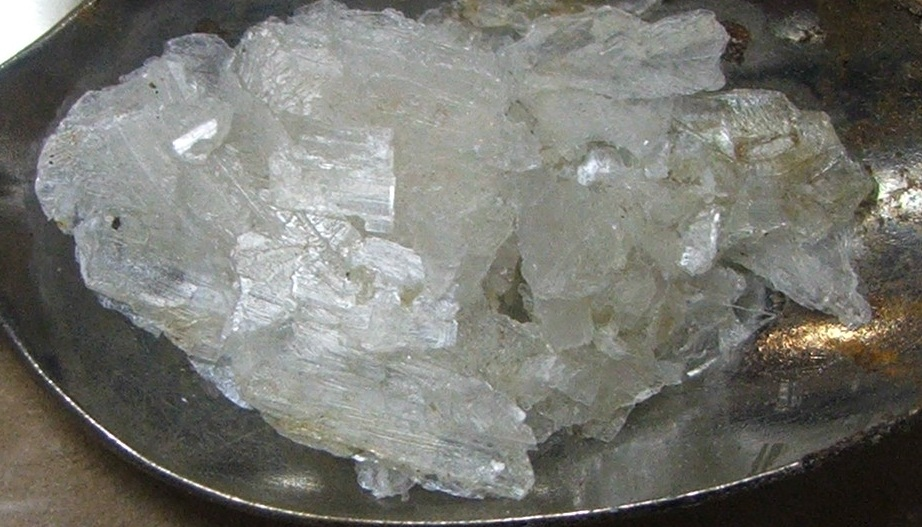
酢酸亜鉛

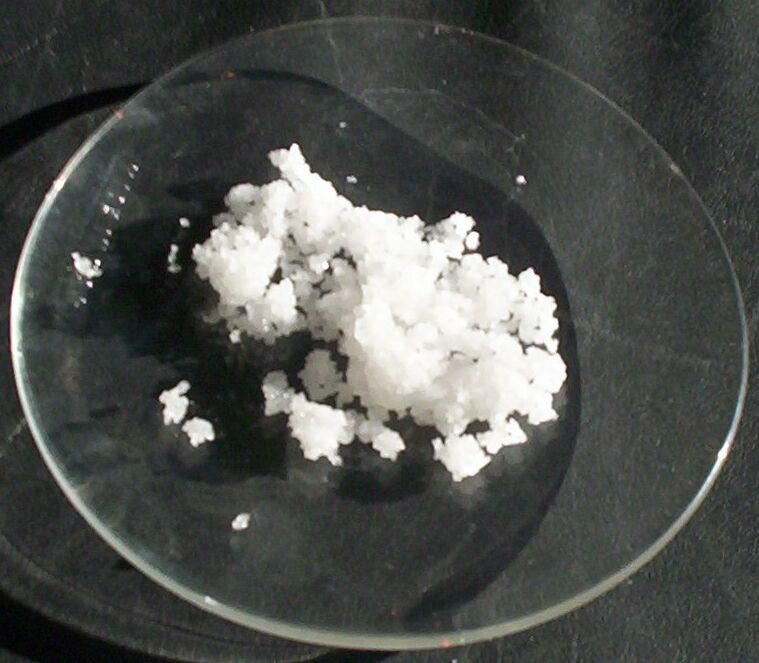
塩化亜鉛

亜鉛鉱としては閃亜鉛鉱 (ZnS) や菱亜鉛鉱 (ZnCO3) が主要であり、日本の亜鉛鉱山は閃亜鉛鉱が主である。細かく破砕された鉱石から浮遊選鉱などで脈石・銅鉱物・鉛鉱物などを分離したものは亜鉛精鉱と呼ばれる（亜鉛含量 50-58 %）。亜鉛精鉱は焼結により団塊とされることが多い。亜鉛精鉱は焙焼により酸化亜鉛（亜鉛焼鉱）とされた後に、乾式製錬法もしくは湿式製錬法（電解精錬）により金属亜鉛に製錬される。
{\displaystyle {\ce {2ZnS + 3O2 -> 2ZnO + 2SO2}}}
閃亜鉛鉱にはカドミウムが、菱亜鉛鉱には鉛が随伴するため、亜鉛精錬においてはこれらの有害金属が環境放出されないように制御される。

### 乾式法
乾式製錬法は、炭素（コークスまたは無煙炭）により酸化亜鉛の焼鉱を還元し、生成した金属亜鉛を揮発回収して蒸留亜鉛を作る方法である。還元炉の形式により、水平レトルト蒸留法・立形レトルト蒸留法（竪型レトルト法・New Jersey 法）・電熱蒸留法・ISP 法などに大別される。
{\displaystyle {\ce {ZnO + C -> Zn(g) + CO}}}
蒸留亜鉛は耐火粘土製コンデンサー（受け皿）に導いて冷却し液状亜鉛として捕集されるが、鉛 (bp. 1744 °C)、カドミウム (bp. 765 °C) を含む。これらの不純物はダイカスト用亜鉛において粒界腐食を起こす原因ともなるので、分別蒸留によりさらに高純度に精製される。鉛は揮発しない温度に保たれ、カドミウムは先に揮発させて分別する。
電熱蒸留法では、亜鉛焼鉱とコークス粒の混合物に直接電流を通し加熱する円筒電気炉を使用する。この方法では亜鉛1トン当たり3000 kWhの電力と500 kgのコークスを必要とする。ISP 法は鎔鉱炉製錬法とも呼ばれ、炉内で生成する亜鉛蒸気を鎔融鉛のシャワーに吸収させ、この亜鉛を4.6%含む560 °Cの鎔融金属を440 °Cまで冷却すると鎔融鉛に対する亜鉛の溶解度が2.1%まで低下し、ほぼ純粋な鎔融亜鉛が分離して浮き上がるため、これを回収する。

### 湿式法
湿式製錬法では、酸化亜鉛の焼鉱を硫酸に溶かした硫酸亜鉛の水溶液とし電解して金属を得る。
{\displaystyle {\ce {ZnO + H2SO4 -> ZnSO4 + H2O}}}
{\displaystyle {\ce {(ZnO + 2 H^+ -> Zn^{2+}{}+H2O)}}}

この硫酸亜鉛溶液は不純物を含むため、まず少量の二酸化マンガンを加えて鉄イオンを2価から3価へ酸化した後、鉄・ヒ素・アンチモンを沈殿させる。続いて少量の亜鉛末を加えて銅・ニッケル・コバルトおよびカドミウムを単体をして析出除去する。この精製した硫酸亜鉛水溶液に希硫酸を加えて酸性とし、陰極にアルミニウム電極、陽極に不溶性の含銀鉛電極を用いて電解精錬する。陽極からは酸素、陰極からは亜鉛が析出し、純度 99.99 %以上の金属亜鉛が得られる。亜鉛はイオン化傾向が水素よりも大きく電位的に還元されにくい金属であるが、水素過電圧が高いため水溶液中であっても陰極に析出させることができる。
{\displaystyle {\rm {Zn^{2+}+2e^{-}\rightarrow Zn}}}（陰極、E°= −0.7626 V）
消費電力は亜鉛1トンあたり3000 - 4000 kWhである。酸化亜鉛の発熱量は約1.5kWh/kgであり電解の電力効率は半分以下でありお世辞にも高いとは言えない。これは充電式の空気亜鉛電池を実用化する上での障害となる。

### 熱分解
酸化亜鉛は1000℃以上、十分な反応速度を確保するためには1500℃以上の高温を用いて熱分解できる。
{\displaystyle {\ce {2ZnO <=> 2Zn(g) + O2}}}
そのままだと平衡状態に達して反応が停止してしまうので酸素を除去する必要が有る。銅などと反応させることで酸素を除去できる。酸化銅は水素と反応させ還元できる。水素と酸素を直接反応させると水蒸気が発生し著しく反応速度が低下してしまうのでよくない。
電熱の他太陽光を集光することでも1500℃以上の高温を手に入れられる。アルミナであれば1500℃の温度にも耐えられる。
一連の反応で高効率、二酸化炭素の排出なしで亜鉛を精錬できる。

## 用途

### 合金
亜鉛合金は融点が低く、寸法精度を出しやすく衝撃にも強い優れた性能があり、前出の真鍮や洋白などの合金は現在でも広く利用されている。安価で緻密な加工ができるダイカスト製品の地金にも亜鉛合金が多い。

### 亜鉛華
酸化亜鉛 (亜鉛華)は白色の粉末状結晶で、亜鉛の蒸気を酸素と反応させることにより製造される。古くは鉛や水銀を原料としおしろいなどに用いられたがこれが中毒を引き起こすため、代替として顔料、医薬品、化粧品などとして用いられている。
このほか、酸化亜鉛は透明電極としても使われ、近年においては透明薄膜トランジスタの伝導膜としても使われる。ただし耐酸化性が極めて弱いため、代わって酸化インジウムスズ(ITO)が液晶パネルの応用が進んだが、こちらは高価であり、さらに代替の導電性高分子の材料開発が行われている。

### 電池
マンガン電池では負極材料や電解液、アルカリ電池、空気亜鉛電池では負極材料として使用される。尚、充電時には電池内部にて負極から正極に向けて樹枝状のデンドライトが生成し、短絡の原因ともなる為いずれの電池も充電には適さない。亜鉛を燃料とする一種の燃料電池ともいえるメカニカルチャージ式の空気亜鉛電池が一時期開発されていた。
船舶や水道鋼管では金属部分が水に触れて電極となり電池を形成して腐食してしまう。これを防ぐ為、亜鉛などを溶接してこちらを電池の犠牲電極（または流電陽極ともいう）とする。このような方法を電気防食という。船舶では亜鉛のブロックを船体に組み込み、消耗した亜鉛ブロックは定期的に補充する方法がとられるが、水道鋼管では耐消耗性を確保するため亜鉛以外の材料も使われる。

### 亜鉛めっき
鋼材の防食を目的として行われる。
溶融亜鉛めっきは、溶融した亜鉛に鋼材を浸して製造する。薄い鉄板に亜鉛めっきを施した亜鉛めっき鋼板はトタンと呼ばれ屋根材などに使われる。道路の側溝をカバーするグレーチングにも亜鉛めっき鋼材が用いられる。
亜鉛は水銀などと同様に水素過電圧の大きな電極であり（約0.7 V; 1 N H2SO4）相対的に水素分子を発生しにくい電極である。つまり水素過電圧は電極の表面状態、電流密度、温度などで変化するので条件によっては水素よりも標準酸化還元電位が大である亜鉛が水溶液から析出したり電解めっきすることが可能になる。すなわち、亜鉛の表面では水素イオンが電子により還元されてから水素分子が生成する多段階反応が律速となるため、低電流領域では陰極電位がZn の平衡電位に到達せず水素が発生するものの、高電流領域では二水素生成が飽和することで陰極電位が上昇し（水素過電圧）亜鉛が析出する現象が見られる。また陰極上に生成吸着した Zn(OH)2 が水素析出抑制剤として作用するとも考えられている。
この電気めっきにより電気製品やコンピュータなど細密な製品にも応用することが可能となったが、表面に亜鉛のヒゲ状の結晶が成長し（ウィスカー）、これが電気内で短絡を起こして製品の故障原因となる場合がある。近年でも、サーバに障害を発生させる原因となるとして注意喚起が行なわれている。

## 人体における亜鉛
生体では鉄の次に多い必須微量元素で、体重70 kgのヒトに平均2.3 g含まれる。生物学的半減期は280日とする報告がある。100種類を超える酵素の活性に関与し、主に酵素の構造形成および維持に必須である。それらの酵素の生理的役割は、免疫機構の補助、創傷治癒、精子形成、味覚感知、胎発生、小児の成長など多岐にわたる。炭酸脱水酵素が最も重要だと思われる。そのほか、加水分解酵素の活性に関わり、DNA や RNA のリン酸エステルを加水分解によって切断するので細胞分裂に大きく関わる。
人体に入る亜鉛はすべて食品に由来する。人体中では骨に多く、次いで体組織である。最も少ないのが血液であり、7 ppmに過ぎない。体組織中では、眼球、肝臓、筋肉、腎臓、前立腺、脾臓である。体液としては精液に多い。このうち、亜鉛の貯蔵器官は骨と脾臓である。亜鉛の排出経路は消化器が9割を占め、残りが尿と汗である。男性の場合、適度な亜鉛摂取は精子形成の増加および性欲増進の効果が見られる。毛髪の原料であるため、AGA・薄毛治療においても重要とされる。
なお、必須ミネラル16種の一つであるが、高濃度の亜鉛は人体に有害である。蒸気を吸入すると呼吸器に障害を起こし、全身、特に四肢の痙攣に至る。また工業的に作られた製品は不純物が有害な場合がある。

### 所要量
2020年版の「日本人の食事摂取基準」では、推定平均必要量：成人男性 9 mg/日、推奨量：11  mg/日、上限量：40～45 mg/日。推定平均必要量：成人女性 7 mg/日、推奨量：8  mg/日、上限量：30～35 mg/日。（成人とは18歳以上、妊婦は更に1～2 mgの付加量、授乳婦は3～4 mgの付加量 ）である。
| ライフステージ          | 摂取推奨量 |
| ----------------------- | ---------- |
| 生後6カ月               | 2 mg       |
| 幼児7-12カ月            | 3 mg       |
| 小児1-3歳               | 3 mg       |
| 小児4-8歳               | 5 mg       |
| 小児9-13歳              | 8 mg       |
| 10歳代14-18歳：（男子） | 11 mg      |
| 10歳代14-18歳：（女子） | 9 mg       |
| 成人（男性）            | 11 mg      |
| 成人（女性）            | 8 mg       |
| 10代の妊婦              | 12 mg      |
| 妊婦                    | 11 mg      |
| 10代の授乳婦            | 13 mg      |
| 授乳婦                  | 12 mg      |

### 欠乏症
亜鉛の欠乏は、亜鉛含量の少ない食事の摂取、亜鉛と結合し小腸での吸収を妨げる食物繊維の取りすぎ、さらに鉄や銅の過剰摂取などが原因となって起こることがある。亜鉛を最も含む食材は入手の容易さを考慮に入れるとレバーである。食物中にフィチン酸が含まれていると亜鉛の吸収が妨げられる。フィチン酸は穀物や豆類に多い。したがって、赤身の肉が少なく、穀物や豆類の摂取が多い国、例えば、FAO の統計によると、メキシコやペルーなどに欠乏症の素地を満たす国民が多い。
症状は細胞分裂の頻繁な箇所に影響が現れる。
- 味蕾の減少による味覚障害[52]
- 精子形成の減少
- 無月経
- 貧血
- 皮膚炎
- 免疫機能の減弱
- 甲状腺機能の減弱
- 創傷治癒の遅延

亜鉛欠乏時には、胃腸機能の減衰および免疫機能低下による下痢が見られ、亜鉛を含む栄養素の摂取不良を招き、欠乏がさらに悪化することがある。亜鉛はインスリンの構造維持に必須でもあり、糖代謝にも関与する。さらに、ビタミンAの活性化にも関与するため、亜鉛の欠乏により、ビタミンA欠乏症が現れることがある。また、動物実験レベルでは、亜鉛欠乏により、活動性の低下、記憶や注意力の低下、味覚指向の変化が見られる。医師による治療の際は、亜鉛含有製剤としてポラプレジンクなどが処方される。

### 過剰症

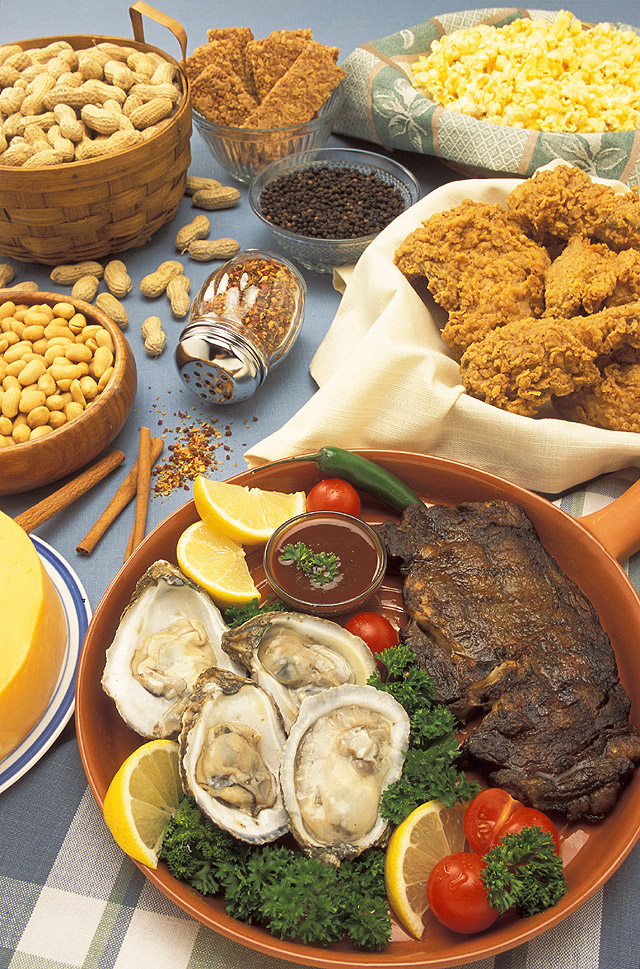
亜鉛を多く含む食品の例

亜鉛は過剰に摂取されると、膵液を通して過剰分が排泄される。また毒性も低いとされているため、通常の食生活では亜鉛の過剰症が問題となることはない。しかし、急性中毒や、サプリメントの摂取などにより継続的に過剰摂取した場合には以下のような問題を引き起こす。
急性亜鉛中毒
- 胃障害、めまい、吐き気の症状。

継続的な過剰摂取
- 直接的には症状を引き起こさないが、銅や鉄の吸収阻害を起こすため、銅欠乏症や鉄欠乏症を引き起こす。これらの欠乏症が貧血、免疫障害、神経症、下痢、HDL（いわゆる「善玉コレステロール」）の血液中濃度の低下といった諸症状を引き起こす。
- 吐き気、嘔吐、食欲不振、胃痙攣、頭痛などの徴候がみられる。長期にわたり亜鉛を過剰摂取すると、銅の減少、免疫の低下、およびHDLコレステロールの減少などの問題が生じる場合がある。

### 摂取源
100 g中に含まれる亜鉛の量 (mg) の比較。
- カキ - 7
- レバー - 6
- カシューナッツ - 5
- 牛肉 - 4
- 小麦 - 4 - ただし土壌により、1/10にまで下がる場合がある[要検証 – ノート]
- チーズ - 3
- 納豆 - 3[要検証 – ノート]
- たらこ - 3
- エビ - 2
- 卵 - 1
- 牛乳 - 0.4

### 外用薬
酸化亜鉛は、紫外線防止のために日焼け止めに一般的に使われ、規制限度内での使用は安全だと考えられている。ジンクピリチオンはフケや脂漏性皮膚炎に有効で、シャンプーなどに配合される。
皮膚科領域では亜鉛の殺菌と抗炎症作用から多様に研究されているが小規模試験が多く、低価格な亜鉛の有効性を判断するには、適切なランダム化比較試験が必要である。中でもニキビに対しては研究が多く、第一選択肢を置き換える治療法になるとまではいかないが、実際の臨床に反映されていない。

## 亜鉛の化合物

### 1価
化合物中の1価の亜鉛イオンは二原子イオン ([Zn2]2+)の形を取るが、極めて不安定であり不均化しやすい。融解状態の塩化亜鉛に金属亜鉛を加え、冷却させることで得られる黄色のガラス状物質中において[Zn2]2+の存在が確認されている。Zn2+
2という1価イオンの形は1価の水銀の二原子イオンであるHg2+
2に類似しており、その二量体構造を反映して反磁性を有している。初めて合成された1価の亜鉛化合物はデカメチルジジンコセン((η5-C5Me5)2Zn2)であり、これは初めて合成されたジメタロセンでもある。

### 2価
亜鉛は、貴ガス元素を除く全ての非金属元素および半金属元素との間で二元化合物を形成することが知られている。酸化亜鉛は水に難溶な白色粉末であるが、両性酸化物であり酸にも塩基にも溶解する。他の第16族元素との化合物（硫化亜鉛、セレン化亜鉛、テルル化亜鉛）は電子材料や光学材料に用いられる。第15族元素との化合物（窒化亜鉛、リン化亜鉛、ヒ化亜鉛、アンチモン化亜鉛）や水素化物（水素化亜鉛）、炭化物（炭化亜鉛）なども知られている。フッ化亜鉛はイオン性が強く高融点（872度）であるが、他のハロゲン化亜鉛（塩化亜鉛、臭化亜鉛、ヨウ化亜鉛）は共有結合性がより強いため比較的低融点を示す。
2価の水和イオン Zn2+(aq) は無色であり、多少加水分解して弱酸性を示し、その酸解離定数はpKa = 9.0である。Zn2+を含んだ溶液を弱塩基性にすると、水酸化亜鉛の白色沈殿が生成する。より塩基性が強くなると、この水酸化物は亜鉛酸イオン（[Zn(OH)4]2−）として再び溶解する。亜鉛はオキソ酸イオンとも化合物を形成し、それらの例として硝酸亜鉛や硫酸亜鉛、リン酸亜鉛、モリブデン酸亜鉛、亜ヒ酸亜鉛、ヒ酸亜鉛などがある。黄色を呈するクロム酸亜鉛は、無色であることが多い2価の亜鉛化合物の中で数少ない有色の化合物である。最も単純な亜鉛の有機酸塩の一例として酢酸亜鉛がある。
亜鉛-炭素結合を持つ有機亜鉛化合物として、合成化学において試薬として用いられるジエチル亜鉛がある。ジエチル亜鉛は1848年に報告された初めての有機亜鉛化合物であり、亜鉛とヨウ化エチルの反応によって合成される。それはまた金属-炭素間にσ結合を有する化合物としても初のものであった。

### 主な化合物
- 塩化亜鉛 (ZnCl2)
- 酸化亜鉛 (ZnO)
- 硫化亜鉛 (ZnS) - 白色
- 硫酸亜鉛 (ZnSO4)
- クロム酸亜鉛 (ZnCrO4) - 黄色顔料・ジンククロメート（ジンクイエロー）として使われる。
- ステアリン酸亜鉛(Zn(C18H35O2)2) - 製薬助剤
- スズ酸亜鉛 (ZnSnO3) - プラスチック難燃剤
- グルコン酸亜鉛 (C12H22O14Zn) - 医薬（亜鉛補充剤）
- リン化亜鉛(Zn3P2) - 殺鼠殺虫剤

## 同位体
亜鉛の同位体は自然界に5種類が存在している。天然存在比の最も高い同位体は 64Zn の 48.63%。64Zn の半減期は4.3 × 1018 年であるが、その放射能は無視できる程度である。同様に、0.6%含まれる 70 Zn も1.3 × 1016 年の半減期を持つが、こちらも通常は放射性ではないとみなされている。他の同位体の天然存在比は 66Zn が 28%、67Zn が 4%、68Zn が 9%である。
天然に存在するもの以外にも数十種の放射性同位体が同定されている。その中で最も安定なものは、半減期243.93日の65Zn であり、次いで安定なのが半減期46.5時間の72Zn である。また、亜鉛には10種の核異性体が存在している。最も安定な核異性体は69mZnであり、その半減期は13.76時間である。
質量数66未満の放射性同位体の崩壊モードは電子捕獲であり、娘核種として銅の同位体が生成される。
n
30Zn + e−
  → n
29Cu
一方で、質量数66以上の放射性同位体の崩壊モードはβ−崩壊であり、娘核種としてガリウムの同位体が生成される。
n
30Zn → n
31Ga + e−
  + ν 
e